# Liceras
Liceras település Spanyolországban, Soria tartományban. Liceras San Esteban de Gormaz és Montejo de Tiermes községekkel határos. Lakosainak száma 49 fő (2024).

## Népesség
A település népessége az elmúlt években az alábbi módon változott:
| Lakosok száma | 62   | 61   | 58   | 55   | 63   | 61   | 53   | 49   | 48   | 49   |
|               | 2001 | 2004 | 2007 | 2009 | 2012 | 2014 | 2017 | 2019 | 2022 | 2024 |